# 维莱拉费
维莱拉费（法語：Villers-la-Faye，法語發音：[vilɛʁ la fɛ]）是法国科多尔省的一个市镇，属于博讷区。

## 地理
维莱拉费（47°6'21"N, 4°52'41"E）面积5.84 平方千米，位于法国勃艮第-弗朗什-孔泰大區科多尔省，该省份为法国中东部省份，北起奥布省，西接涅夫勒省和约讷省，南至索恩-卢瓦尔省，东南接汝拉省，东临上索恩省，东北部与上马恩省接壤。
与维莱拉费接壤的市镇（或旧市镇、城区）包括：默耶、马尼莱维莱尔、绍村、孔布朗希安、科尔戈卢万、埃什夫罗讷、马雷莱菲塞。

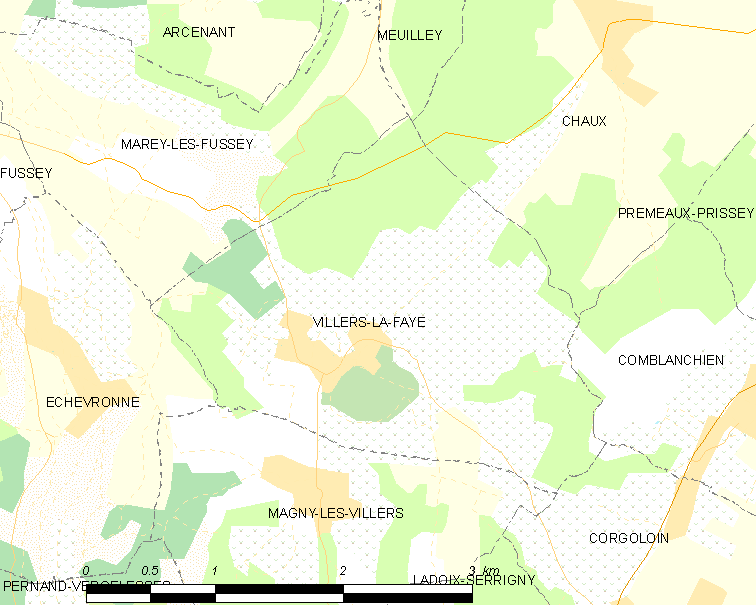
维莱拉费的OSM定位图

维莱拉费的时区为UTC+01:00、UTC+02:00（夏令时）。

## 行政
维莱拉费的邮政编码为21700，INSEE市镇编码为21698。

## 政治
维莱拉费所属的省级选区为尼伊圣乔治县。

## 人口

1962-2008年间维莱拉费人口变化图示

维莱拉费于2022年1月1日时的人口数量为400人。